# Ferenczi Imre (folklórkutató)
Ferenczi Imre (Balmazújváros, 1931. január 6. – Szeged, 1989. május 8.) magyar muzeológus, folklórkutató, egyetemi tanár, a történettudományok (néprajz) kandidátusa.

## Élete
1954-ben a Debreceni Tudományegyetem bölcsészkarán magyar-történelem szakon szerzett tanári diplomát. A Néprajzi Intézetben, mint Gunda Béla tanítványa, néprajzi gyűjtési lehetőséget kapott, először a Hortobágyon, majd Szatmárban és Tarpán. 1954-től Mátészalkán volt gimnáziumi tanár. 1955-56-ban Nyíregyházán a népművelésnél, majd a megyei tanácsnál néprajzi előadóként működött. Az 1956-os forradalom és szabadságharc után letartóztatták. 1957 őszétől általános iskolában tanított Kocsordon. 1961-ben a debreceni Déri Múzeumba nevezték ki muzeológusnak. Bálint Sándor közbenjárására 1964-ben egyetemi oktató lett a Szegedi Tudományegyetem néprajzi tanszékén, 1969-től egyetemi docens.
Népszokásokkal, a mondakutatás elméleti kérdéseivel, hiedelemmondákkal, a Rákóczi- és kuruc kor hagyományaival foglalkozott. Közreadta a Rákóczi és kuruc néphagyományok szabolcs-szatmári gyűjteményét (Molnár Mátyással, Vaja, 1972).

## Munkái
- Az ördöngős kocsis alakjának néhány kérdése (Debrecen, 1957)
- Bocskai István és szabadságharcának emléke (Debrecen, 1962)
- Mondaterminológiák és műfajkritériumok (Szeged, 1966)
- Történelem, szájhagyomány, mondahagyomány (Budapest, 1966)
- Ráolvasások, archaikus népi gyógymódok a Maros mentéről (Szeged, 1977)
- Egy anekdotakör tanulságai (Szeged, 1980)
- Táltosok, javasok, tudósok a tiszaháti és felsőtiszai néphitben (Szeged, 1981)
- Tiszaháti és felső-tiszai néphit és népszokások (Szeged, 1982)
- Tiszaháti és felsőtiszai történeti népmondák (Szeged, 1984)